# Eparchia di Mosca

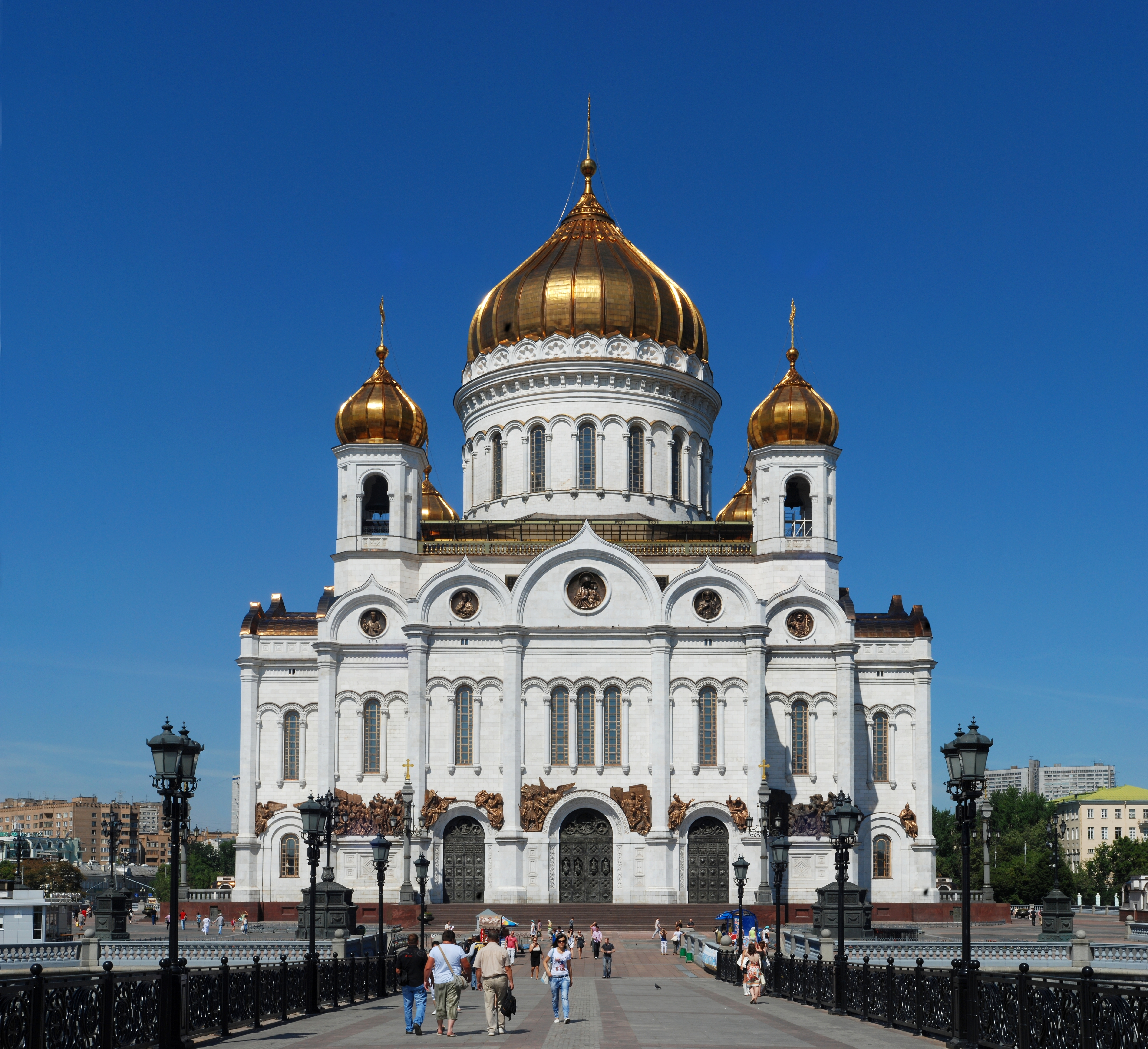
La cattedrale patriarcale di Cristo Salvatore.

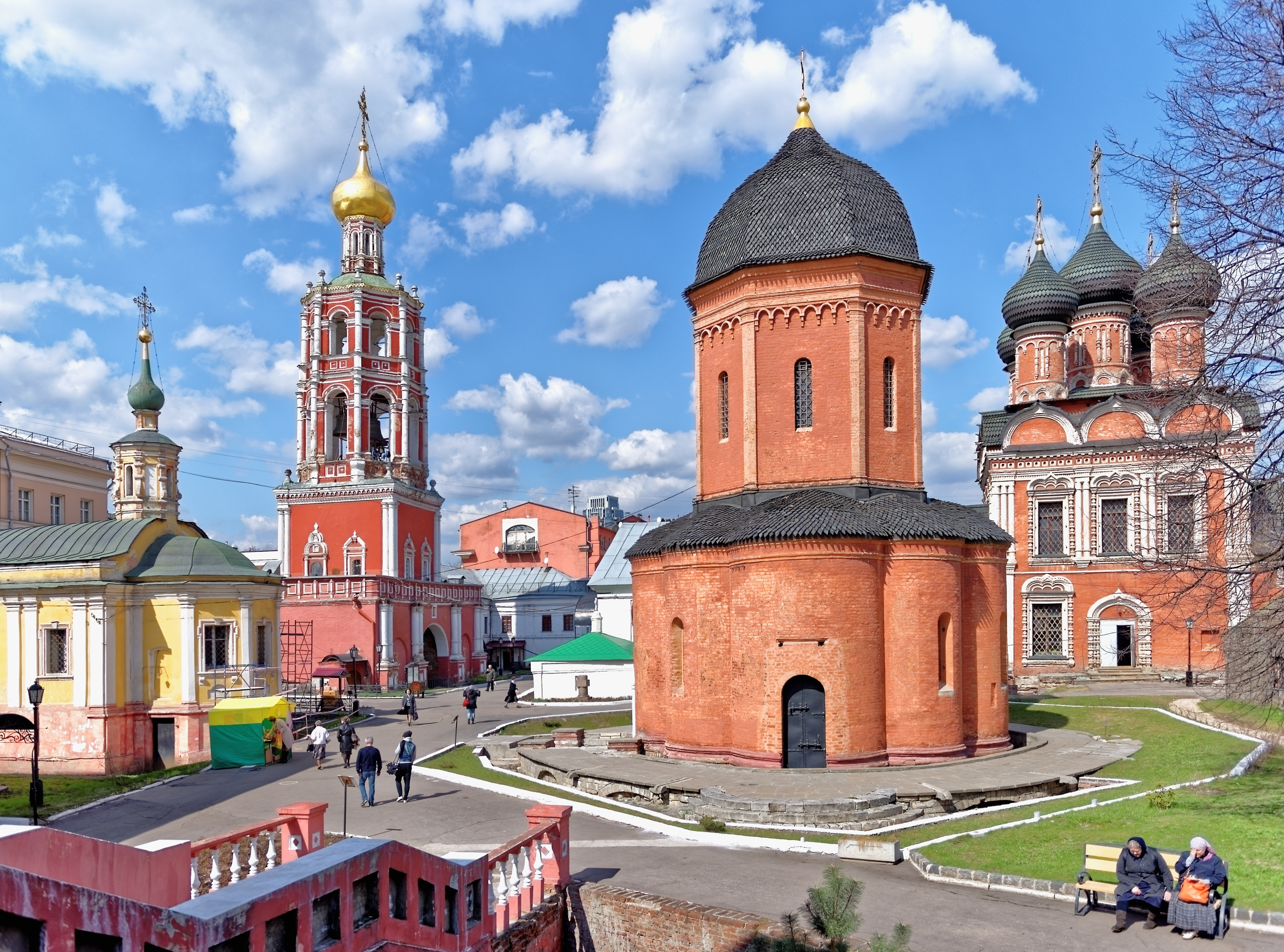
Il monastero Vysoko-Petrovskij.

L'eparchia di Mosca (in russo Московская епархия?) è una diocesi della Chiesa ortodossa russa, sede propria del Patriarca di Mosca e di tutte le Russie.

## Territorio
L'eparchia comprende la città di Mosca, capitale della Federazione russa, dove si trovano le due chiese cattedrali dell'eparchia:
- la cattedrale patriarcale di Cristo Salvatore
- la cattedrale patriarcale  dell'Epifania.

All'interno del Cremlino di Mosca sorgono altre 6 chiese con il titolo di cattedrale:
- la cattedrale dell'Annunciazione
- la cattedrale dell'Arcangelo Michele
- la cattedrale della Dormizione
- la cattedrale della Madonna di Kazan'
- la cattedrale di San Basilio
- la cattedrale Verkhospassky.

L'eparchia comprende oltre 1200 chiese e cappelle, di cui 331 sono chiese parrocchiali; e 15 monasteri, di cui 12 stauropegiali. Il territorio eparchiale è suddiviso in 11 vicariati, a loro volta costituiti da distretti eparchiali, per un totale di 27.
Al 20 dicembre 2023, il clero di Mosca conta 28 vescovi, 1.452 sacerdoti e 411 diaconi, per un totale di 1.891 consacrati.

## Storia
Fino al 2021, l'eparchia comprendeva la città e l'oblast' di Mosca, e nel linguaggio comune si distinguevano l'eparchia urbana di Mosca e l'eparchia regionale di Mosca.
Il 13 aprile 2021 il Santo Sinodo della Chiesa ortodossa russa ha deciso l'erezione della metropolia di Mosca, con giurisdizione sull'oblast' omonimo, e l'istituzione su questo territorio di 5 nuove eparchie, il cui territorio è stato scorporato da quello dell'eparchia moscovita: Kolomna, Balašicha, Odincovo, Podol'sk e Sergiev Posad.